# Clearwater (Washington)
Clearwater es un área no incorporada ubicada en el condado de Jefferson en el estado estadounidense de Washington.

## Geografía
Clearwater se encuentra ubicado en las coordenadas 47°34′40″N 124°17′35″O / 47.57778, -124.29306.